# Heidenhöhlen (Goldbach)

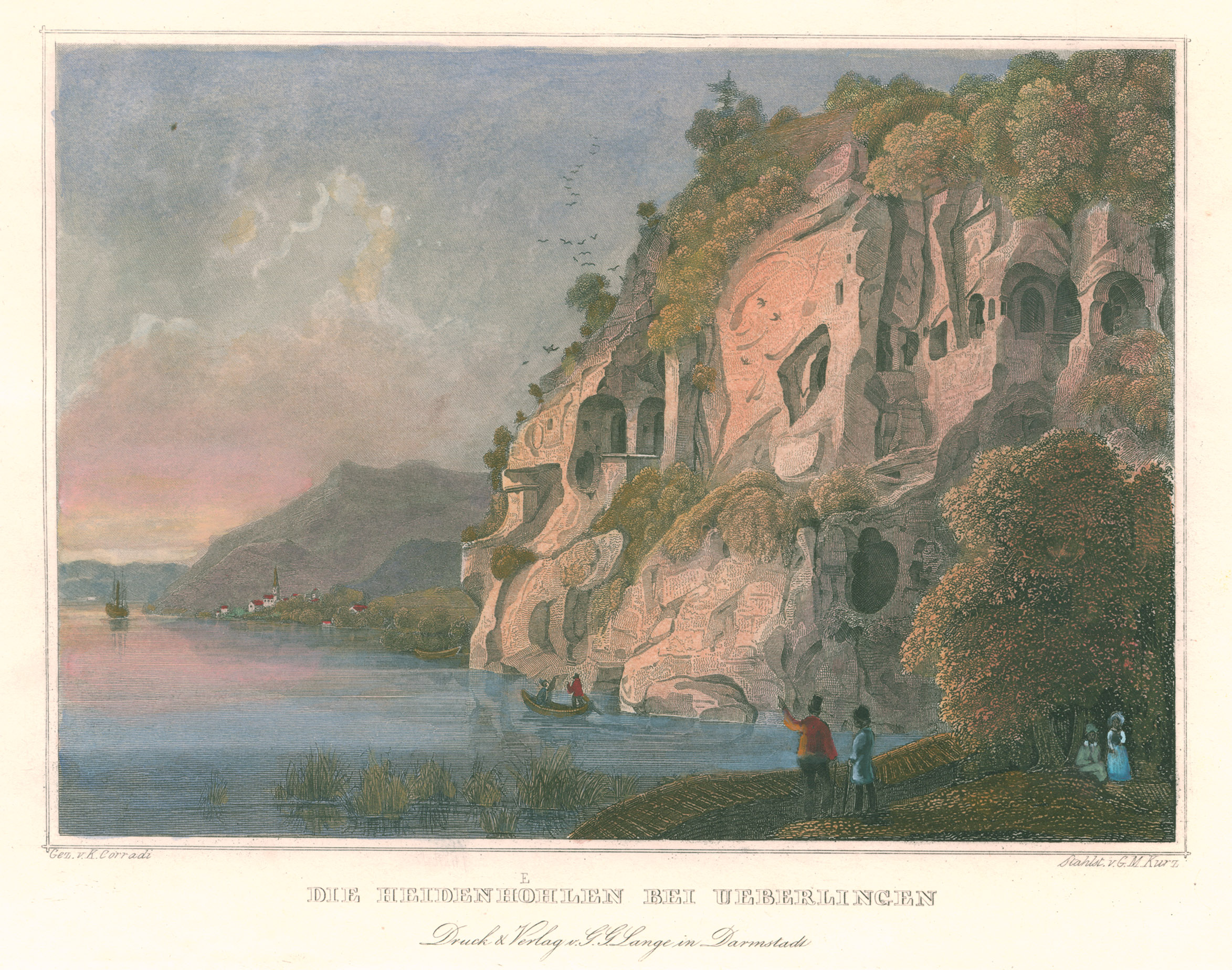
Ansicht der Heidenhöhlen vor dem Straßenbau
(kolorierter Stahlstich, Mitte 19. Jahrhundert)

Die Heidenhöhlen, früher auch Heidenlöcher genannt, sind künstlich eingehauene Gänge und Kammern in einer Felswand beim Überlinger Stadtteil Goldbach am Bodensee.

## Lage und Aussehen
Die Heidenhöhlen sind westlich des Dorfes Goldbach in den Molassesandstein des fast senkrecht abfallenden Heidenlöcherfelsens eingehauen, der früher bis in den See hineinragte. Dadurch sperrte der Fels das Ufer, so dass dort nur ein Fußweg bei niedrigem Wasserstand von Goldbach Richtung Sipplingen führte. 
Die Anlage bestand aus einzelnen, sorgfältig aus dem Fels gearbeiteten Räumen mit Fensteröffnungen in der Felswand, die den Blick zum See hin freigaben. Die Räume waren durch Türöffnungen und Verbindungsgänge miteinander verbunden und zum Teil mit aus dem Fels gemeißelten Scheingewölben ausgestattet.
Nordwestlich des ebenfalls zu Überlingen gehörenden Weilers Brünnensbach gab es eine weitere Stelle, an der der Molassefels bis zum Seeufer reichte. Dort befand sich die  Felskapelle St. Katharina, die aus Hohlräumen im Fels bestand und früher Wohnstätte eines Einsiedlers war. Der Uferweg führte direkt durch die Kapellengrotte, die mit Kruzifixen und Heiligenbildern ausgestattet war.

## Geschichte
Die Heidenhöhlen wiesen mittelalterliche Architekturmerkmale auf. Ansonsten ist über ihren Ursprung nichts Genaues bekannt. Sie waren im 18. Jahrhundert zeitweise von Armen und Obdachlosen bewohnt und wurden von der Stadt Überlingen teilweise zerstört, um diese dort zu vertreiben. Mit dem Aufkommen des Bodenseetourismus im 19. Jahrhundert wurden die nunmehr unbewohnten und urtümlich aussehenden „Felsenwohnungen“ eine Touristenattraktion. Dennoch wurden sie 1846 zum Teil zerstört, als für die Bodensee-Uferstraße (die spätere Bundesstraße 31) eine Schneise durch die Felsen gesprengt wurde. Der Eisenbahnbau in den 1890er Jahren hat dagegen, obwohl dies oft behauptet wird, die Heidenhöhlen nicht beeinträchtigt. Wegen zunehmenden Klüften im Sandstein musste der Zugang ab 1954 gesperrt werden. Durch ein Unwetter stürzte 1960 der östliche Teil der Höhlen ein. Daraufhin wurden weitere Teile wegen Einsturzgefahr zur Sicherung der nahe gelegenen Bundesstraße gesprengt.
Auch der Felsen bei der Katharinenkapelle und die Kapelle selbst wurden im Jahre 1847 für den Straßenbau zerstört. Danach wurde im verbliebenen Felsenrest ein schmuckloser „Ersatzraum“ angelegt, der an die alte Kapelle erinnern soll. Der Raum ist heute vergittert und unzugänglich; zudem ist es gefährlich, zu der Stelle zu gelangen, denn an der vielbefahrenen Bundesstraße gibt es dort keine Haltemöglichkeit. Dennoch existiert in der amtlichen topographischen Karte 1:25.000 noch immer ein Eintrag „Katharinenkapelle“. Der Rest des Katharinenfelsens gehört heute zu einem gleichnamigen kleinen Naturschutzgebiet.

## Heutiger Zustand
Durch die verschiedenen Zerstörungen ist von dem Kulturdenkmal heute kaum mehr etwas erhalten. Von unten ist nur noch ein Raum zu sehen, der jedoch wegen der gefährlichen Lage im weichen Fels direkt über der Straße, sowie dichten Dornengestrüpps nicht mehr zugänglich ist.